# Zhegra

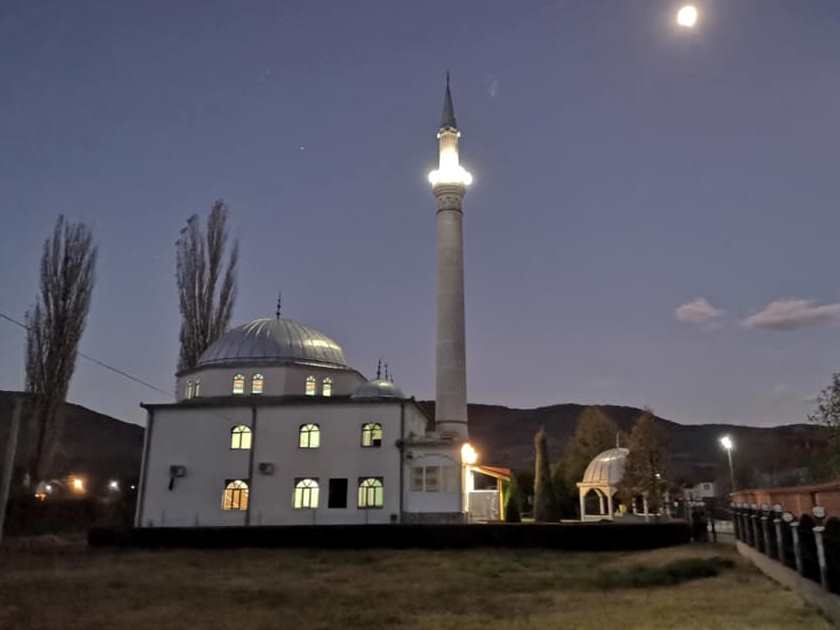
Eine Moschee in Zhegra

Zhegra (albanisch Zhegër, serbisch Жегра Žegra) ist ein Ort im Süden des Kosovo in der Gemeinde Gjilan.
Die Stadt liegt im Dreiländereck Kosovo, Serbien und Nordmazedonien rund zehn Kilometer südlich der Stadt Gjilan und wird vom Fluss Zhegra (albanisch Lumi i Zhegrës), einem rechten Nebenfluss der Binačka Morava durchflossen.

## Bevölkerung
Laut der Volkszählung 2011 kommt Zhegra auf 3327 Einwohner, deutlich weniger als im Jahr 1991 mit rund 5000 Einwohnern. Nach dem Kosovokrieg kamen nur zwei Drittel der Einwohner wieder zurück. Serben zählten nicht zu den Rückkehrern.
| Volkszählung | 1948 | 1953 | 1961 | 1971 | 1981 | 1991 | 2011 |
| ------------ | ---- | ---- | ---- | ---- | ---- | ---- | ---- |
| Einwohner    | 2181 | 2468 | 2741 | 3138 | 3929 | 4683 | 3327 |

## Bildung

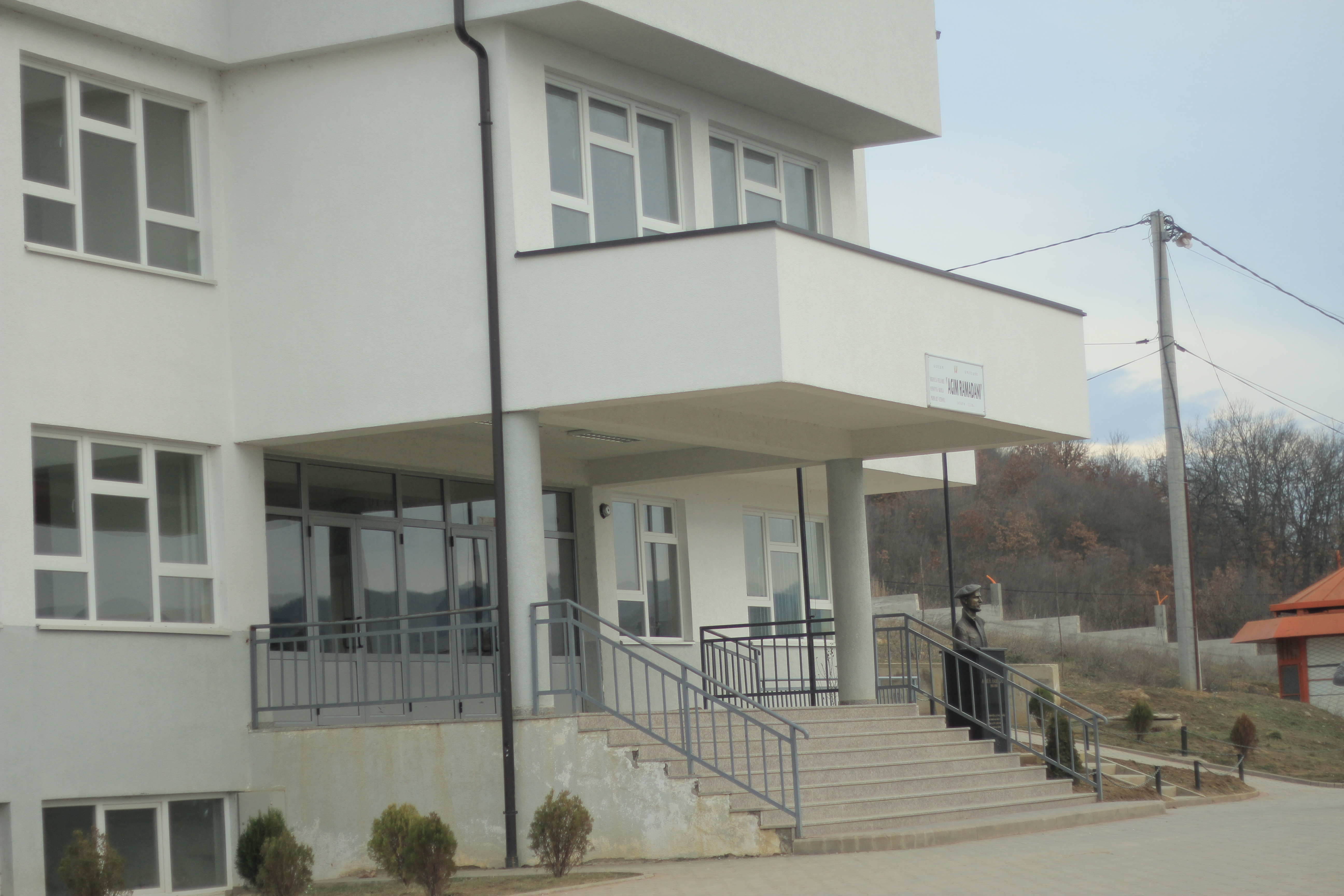
Die Grundschule Agim Ramadani (2004)

In Zhegra gibt es mehrere Schulen. Unter den 3300 Einwohnern sind rund 1200 Schüler. Somit sind etwa ein Drittel der Einwohner der Stadt Schüler oder Studenten.